# Жидкова, Анна Фёдоровна
Анна Фёдоровна Жидкова (1908 — 21 февраля 1942) — кандидат философских наук (1936), доцент кафедры философии Высшей партийной школы при ЦК ВКП(б). В годы Великой Отечественной войны — старший политрук, инструктор политотдела 130-й стрелковой дивизии. Погибла в бою. Награждена орденом Красного Знамени (1942, посмертно).

## Биография

### Детство
Родилась в 1908 году в Новоузенске. Из очень бедной семьи сапожника Фёдора Германовича Жидкова. Семья была многодетная: два брата и три сестры.
Брат — черноморский матрос-подводник большевик Александр Жидков, в 1917 году вернувшийся в Новоузенск и возглавивший местный ревком, был казнён белыми, семья брошена в тюрьму, откуда была освобождена подошедшими красными. Вскоре родители и старшая сестра умерли от тифа.
Оставшись сиротой, Анна попала в детский дом в Поволжье, откуда из-за начавшегося голода, в 1923 году с эшелоном детей отправлена в Мооскву, где училась в опытно-показательной школе для детей участников гражданской войны.

### Научно-преподавательская работа
В 1930 году окончила Этнологический факультет МГУ.
По путёвке комсомола была направлена в Свердловск, где два года преподавала историю в школе рабочей молодёжи при Верхне-Исетском заводе, вступила в члены ВКП(б), вела партийную работу.
В 1932—1935 годах — аспирантка философского факультета МГУ (являвшегося в 1931—1941 годы — МИФЛИ).
С 1936 года — кандидат философских наук, доцент кафедры философии Высшей партийной школы при ЦК ВКП(б).
Одновременно с преподаванием занималась научной работой, автор статей по истории философии.
В 1940 году совместно с Н. Г. Таракановым подготовила под редакцией Г. Ф. Александрова сборник «Античная философия».

### Война
В первые же дни войны обратилась в военкомат Советского района Москвы с просьбой послать её добровольцем на фронт. Получив отказ, в тот же день записалась на трёхмесячные курсы медсестёр, отлично окончив которые снова явилась в военкомат. На вопрос — почему она, кандидат философских наук, идёт на фронт, ответила: «У нас теперь одна философия — бить врага».
Участница обороны Москвы. На фронте с 14 октября 1941 года, в составе Коммунистического батальона Советского района Москвы (добровольное формирование из лиц, не подлежавших призыву), вошедшего в 1-й Коммунистический полк 3-й Московской Коммунистической дивизии (в январе 1942 года была преобразована в 130-ю стрелковую дивизию).
С октября 1941 года дивизия занимала оборону на ближних подступах к Москве.
Активно участвовала в формировании медсанбата дивизии, но, при отсутствии раненных, чтобы не сидеть без дела, попросила зачислить её в зенитный пулемётный расчёт — защищала небо Москвы. Вскоре за умелую работу по фашистским самолётам её уважительно прозвали «Анка-пулемётчица».

Обожаю пулемёт… состою в боевом расчете и надеюсь, что скоро поговорю с противником языком своего могучего оружия … бессменно несу вместе с другими службу у своей батареи спаренных пулемётов.— Анна Жидкова, из письма подруге, 1941 год (точная дата не указана)
Была избрана комиссаром учебного лыжного батальона, а вскоре её выдвинули в политотдел дивизии инструктором по пропаганде с присвоением звания старший политрук.
В дивизионной газете «На защите Москвы» появляются её заметки и очерки о фронтовой жизни. Так, например, в № 119 за 18 января 1942 года в статье «Ценный опыт» рассказала о работе политруков одной из батарей дивизии, об организации чтения бойцами на фронте в свободное время книг «„Кола Брюньон“ Р. Роллана, „Чапаев“ Фурманова, стихов Лермонтова».
Подпись Анны Жидковой стоит среди 66 подписей политработников и командиров Московского гарнизона под Открытым письмом защитников Москвы защитникам Ханко, опубликованном 13 ноября 1941 года в газете «Правда» № 315 (8723). Подпись: «доцент кафедры философии Высшей партийной школы при ЦК ВКП(б) красноармеец-пулемётчица Жидкова».

### Бой за деревню Павлово
В феврале 1942 года 130-я стрелковая дивизия была переброшена на Северо-Западный фронт, разгрузившись под Осташковым, совершила пешим порядком через озеро Селигер 100-километровый марш в Молвотицком (ныне Марёвском) районе Ленинградской (ныне Новгородской) области и с ходу вступила в бой с противником, приняв участие в Демьянской операции.
21 февраля 1942 года 371-й стрелковый полк занял исходные рубежи у небольшой, в 20 дворов, деревни Павлово, где гитлеровцы оборудовали укреплённый опорный пункт: километр открытого пространства, двухметровый снежный вал, облитый водой, в нём амбразуры с пулемётами, кругом минные поля, на чердаках и в подвалах изб огневые точки, кругом дзоты. Силы противника — до двух полков 123-й пехотной дивизии. По наступавшим немцы сперва дали сперва мощный огонь, чтобы все прижались к земле, затем по оставшимся в живых — минами. В этом бою закрыл телом амбразуру сержант Д. И. Окороков. Уцелевшие в этом первом бою отошли в лес.

Вместе с 1 батальоном 371 СП тов. Жидкова пошла в бой за деревню Павлово. Увидев выбывший расчет станкового пулемёта, не растерявшись, тов. Жидкова, пользуясь приобретённым ещё в обороне под Москвой опытом пулемётчицы, в упор расстреливала наседавших немцев. Раненная в руку, она не ушла с поля боя, вместе с батальоном пошла в числе передовых в атаку на Павлово, где и погибла смертью храбрых.— из Наградного листа на орден Красного Знамени
Согласно большинству свидетельств (участников того боя: санинструктора В. Котовой, сапёра С. Иофина, начштаба полка И. Дудченко), Анна Жидкова была убита пулей, однако, иногда указывается, что была смертельно ранена разрывом мины.
Только на третьи сутки 371-й полк с помощью запоздавших подразделений 664-го полка смог взять Павлово, потеряв убитыми более 400 бойцов, командира и комиссара полка.

Пехотинцы взяли село… У околицы все останавливаются около убитой девушки. Освещают фонариками: она из санчасти, шинель расстёгнута. Командир узнаёт: — Анна Жидкова, кандидат исторических наук.— из воспоминаний Ю.К. Авдеева, связиста миномётного дивизиона, вошедшего в Павлово 23 февраля, когда село уже было практически взято
Могила Анны Фёдоровны Жидковой — единственная одиночная отдельная могила на том воинском захоронении на окраине деревни Павлово, где также похоронены в братской могиле 438 войнов, и в отдельной могиле похоронены трое: командир 371-го полка майор А. Х. Кузнецов, комиссар полка В. Д. Репин и неизвестный лейтенант-разведчик.

Что касается похорон своих боевых друзей. Немцы повели себя просто по-скотски в тот момент. Когда хоронили своих товарищей в братской могиле, под Павлово, немецкие самолёты обнаружили нас и начали бомбить. Лётчики видели, что это могила, пар из земли идет, вокруг лежат убитые, но, выстроившись каруселью, начали охоту на тех, кто приводил в порядок могилу.— Иофин Станислав Леонидович, сапёр 664 стрелкового полка 130 стрелковой дивизии
Фронтовым Приказом войскам Северо-Западного фронта № 0413 от 16.04.1942 посмертно награждена орденом Красного Знамени.
Письма А. Ф. Жидковой родным были опубликованы в газете «Красная звезда» за 31 марта 1962 года.

Я счастлива, что влилась в эти дни в народную гущу. Люблю я людей, наш советский народ. Сколько преданности, беззаветной любви к Родине у наших обыкновенных, самых разнообразных людей. В этом наша сила. Иногда мне хочется обнять всех сразу, сказать такое от всего сердца. Но слов не надо много, поэтому я плечом к плечу с бойцами, а теперь, главное, с оружием.— Анна Жидкова, из письма подруге, 2 декабря 1941 года

## Труды
- Античная философия (Фрагменты и свидетельства) // Под редакцией Г. Александрова, Сборник составили Н. Г. Тараканов и А. Ф. Жидкова, М.: Высшая партийная школа при ЦК ВКП(б), 1940—213 с.

## Комментарии
1. ↑  дата указана согласно Донесению о безвозвратных потерях по 130-й стрелкой дивизии за № 4606 от 08.04.1942 года: «убита 21.02.1942». Обычно в источниках указывается дата «22.02.1942».
2. ↑  на начальном этапе формирования велось обучение личного состава дивизии, и, за исключением редких случаев — таких как оборона Солнечногорска, лишь отдельные подразделения дивизии вели постоянные боевые действия, главным образом разведчики моторазведроты под командованием Героя Советского Союза Н.М. Берендеева